# لوحاء أنفية

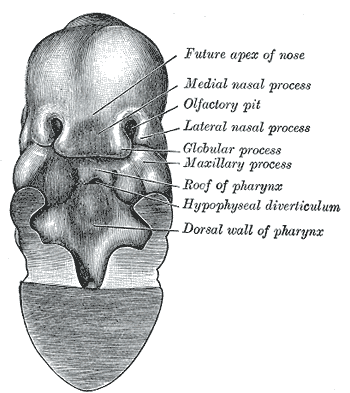
فتحة الأنف تبدو كوهدة شمية

اللوحاء الأنفية (أو اللوحاء الشمية)) ترفع من ظهارة الشم في الأنف البشري. ثمة لوحاءتان أنفيتان تنشآن كأديم ظاهر سميك من البروز جبهي الأنفي. في الأسبوع الخامس من مراحل تطور الجنين البشري،
```
يزداد حجم اللوحاء. في الأسبوع السادس من التطور، ينمو مركز كل لوحاء إلى الداخل ليشكّل فتختي الأنف. هذا النمو يؤدي إلى رفع ظهارة الشم التي ترسم 
جوف الأنف
.
[
3
]
```

فتحتا الأنف بيضاويتا الشكل وتتركان هامشاً مرتفعاً ينقسم إلى شامخة أنفية وسطية وبروز أنفي طرفي.
البروز الأنفي الأوسط والجانبي يسببان ارتفاع كل لوحاء لتشكيل الأنف، ونثرة الشفة العليا والحنك.